# Oecetis sibayiensis
Oecetis sibayiensis är en nattsländeart som beskrevs av Scott 1968. Oecetis sibayiensis ingår i släktet Oecetis och familjen långhornssländor. Inga underarter finns listade i Catalogue of Life.